# Ani*Kuri 15
Ani*Kuri 15 (アニ＊クリ15?) è una serie di quindici cortometraggi da un minuto diretti da vari registi e trasmessi dalla NHK tra il maggio 2007 e il 2008. Pensati come degli stacchi da inserire nelle puntate del programma  Ani*Kuri  e tra un programma e l'altro della stessa emittente, sono stati ripartiti in tre stagioni di 5 episodi l'una, salvo poi essere raccolti e caricati sul sito ufficiale Ani*Kuri15 nel 2008.

## Episodi

### Stagione 1
- Attack of Higashimachi 2nd Borough (Shinji Kimura: Studio 4°C) - Tre alieni tentano di invadere un pianeta Terra di cartone.
- Namida no Mukou (涙の向こう?) (Akemi Hayashi: Gainax) - Una ragazza triste si riprende da una situazione angosciosa.
- Hyotoko (ひょっとこ?) (Yasufumi Soejima: Gonzo) - Un gruppo di guerrieri nativi attacca un gigante kami a forma di orso. Il kami dà fuoco a uno dei guerrieri trasformandolo in uno spirito.
- Sancha (The Aromatic Tea) Blues (Osamu Kobayashi: Madhouse) - Un avido proprietario del negozio di dischi osserva avidamente i clienti spulciare i suoi archivi.
- Uchūbito raikou Hiro no shiro (宇宙人ライコウ広の白?) (Shōjirō Nishimi: Studio 4°C) - Hiroshi cerca di leggere il suo manga ma un piccolo robot sta sparando pallottole per distrarlo in modo che possa fuggire.

### Stagione 2
- Project Mermaid (Mamoru Oshii: Production I.G) - Un pesce si trasforma in una sirena che nuota in una città post-apocalittica.
- Yurururu ~Nichijou Hen~ (ゆるるる 〜にちじょう へん〜?) (Kazuto Nakazawa: Studio 4°C) - Un animatore trascorre l'intera giornata animando una clip di 1 secondo di un pesce gigante in una città.
- Gyrosopter (Range Murata e Tatsuya Yabuta: Gonzo) - Una ragazza pilota di un giroscopico visita una pozza d'acqua e ricorda una battaglia giroscopica e la morte di un amico su un pianeta acquoso.
- Wandaba Kiss (Atsushi Takeuchi: Production I.G) - Un ragazzo e il suo cane iniziano una complessa macchina di Rube Goldberg per rubare un bacio a una ragazza.
- Supaatsu Taisa (刺客來搜山了?) (Tobira Oda e Yasuyuki Shimizu: Studio 4°C) - Supaatsu Taisa è un supereroe dei fumetti e idolo di Tomoo dal manga di Tobira Oda, Danchi Tomoo. Gli viene rubato il pasto da un gatto dopo essere stato attaccato da un cattivo (la figlia del suo padrone). Quindi immagina il suo padrone (Paul) che spaventa i gatti, cade in un fiume, inseguito dal suo compagno (un orso), e va alla deriva su una cascata.

### Stagione 3
- Neko no Shuukai (ねこ の しゅうかい?) (Makoto Shinkai: CoMix Wave Films) - Ad un gatto casalingo, Chobi, viene calpestata troppe volte la coda e sogna la vendetta.
- Onmitsu Hime (おんみつ ひめ?) (Mahiro Maeda: Gonzo) - Una ragazza magica e la sua bambola devono sconfiggere un'orda di pirati aerei.
- Okkakekko (Michael Arias: Studio 4°C) - Un gruppo di bambini corre attraverso i campi e gioca con un gigantesco robot spaventoso.
- Project Omega (Shōji Kawamori: Satelight) - Mentre una forza aliena si precipita verso la sede principale della NHK di Tokyo, l'edificio si trasforma come un Eva per combattere il nemico.
- Ohayō (おはよう?) (Satoshi Kon: Madhouse) - Una ragazza si alza dal letto e cerca assonnata di svegliarsi.